# Hurricane girls
『Hurricane girls』（ハリケーン ガールズ）は、テレビアニメ『ONE PIECE』のキャラクターソング。

## 概要
ナミとニコ・ロビンのキャラクターソング。 ジャケットには、ナミとニコ・ロビンが描かれている。

## 収録曲
1. Hurricane girls
作詞:藤林聖子 / 作曲・編曲:岩崎文紀
2. Hurricane girls（Remix Version）
作詞:藤林聖子 / 作曲・編曲:岩崎文紀
3. Hurricane girls（カラオケ Version）
4. （メッセージ 1） 岡村明美
5. （メッセージ 2） 山口由里子